# Horizons africains

Horizons africains est un périodique mensuel sénégalais, créé en 1947 et toujours édité. C'est une revue catholique, comme l'indique son sous-titre : « la vie catholique au Sénégal », le plus ancien journal religieux du pays et le doyen de la presse sénégalaise. Certains y voient « plus un organe de communication de l'archevêché qu'un journal avec une ligne délibérément "religieuse" ». Son tirage actuel est d'environ 3 000 exemplaires. 

## Histoire
Sous l'ère coloniale, plusieurs titres de presse avaient déjà été lancés, tels que l'Écho de Saint-Louis par le père Brottier en 1906 ou le Bulletin paroissial de Dakar transformé par Mgr Jalabert en Bulletin mensuel de la Sénégambie en 1912.
En avril 1947, le curé de la cathédrale de Dakar, le père Marcel Biard, lance Horizons africains, qu'il dirige avec Jean Diatta, dit Jean Sambou. Leurs successeurs sont le père Georges Courrier (1948-1952), le père Louis Carron (1952-1954), le père Galopin et le père Michel d'Espinay Saint-Luc. Peu à peu, d'autres petites publications la rejoignent. En parallèle, une autre revue, Afrique nouvelle, est créée le 15 juin 1947. Devant son succès, y compris auprès des lecteurs musulmans, la périodicité de ce nouveau titre devient rapidement hebdomadaire. Les deux titres sont destinés à un large public.
Ces vingt dernières années, la revue a été dirigée par la Sœur Claudine Cholet qui a passé le relais à Sœur Germaine.
Le 1er avril 1997 plusieurs chorales donnent un grand concert à la cathédrale en l'honneur du cinquantenaire de la revue. Dix ans plus tard, le 60e anniversaire de la revue est célébré solennellement sous la présidence de l'archevêque de Dakar, Mgr Théodore-Adrien Sarr.